# Messias
Messias è un comune del Brasile nello Stato dell'Alagoas, parte della mesoregione di Leste Alagoano e della microregione di Mata Alagoana.